# Bullimus
A Bullimus az emlősök (Mammalia) osztályának a rágcsálók (Rodentia) rendjébe, ezen belül az egérfélék (Muridae) családjába tartozó nem.

## Rendszerezés
A nembe az alábbi 3 faj tartozik:
- Bullimus bagobus Mearns, 1905 – típusfaj
- Bullimus gamay Rickart, Heaney, & Tabaranza, Jr., 2002
- Bullimus luzonicus Thomas, 1895